# 布帐马车

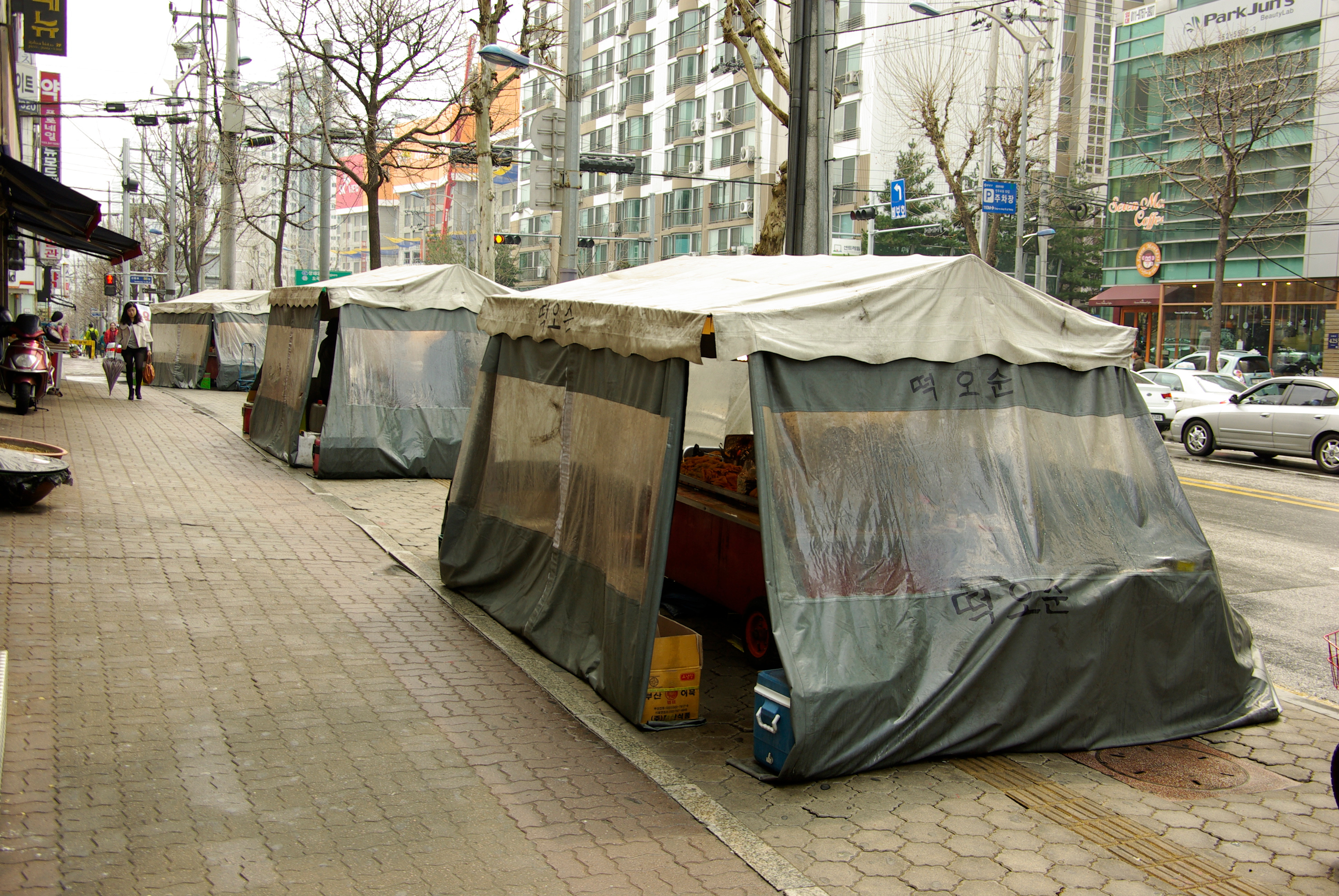
首尔街头的布帐马车，2011年

布帐马车（韓語：포장마차）又简称布车（포차），指的是在韩国出售各种受欢迎的街头小吃的小型帐篷餐车或路边摊，通常出售紫菜包饭、辣炒年糕、糯米肠、串烧鸡肉、鱼糕、饅頭和下酒小吃等。到了晚上，这些场所许多都会提供酒精饮料，比如烧酒。